# サメット島
座標: 北緯12度34分1.5秒 東経101度27分13.6秒 / 北緯12.567083度 東経101.453778度

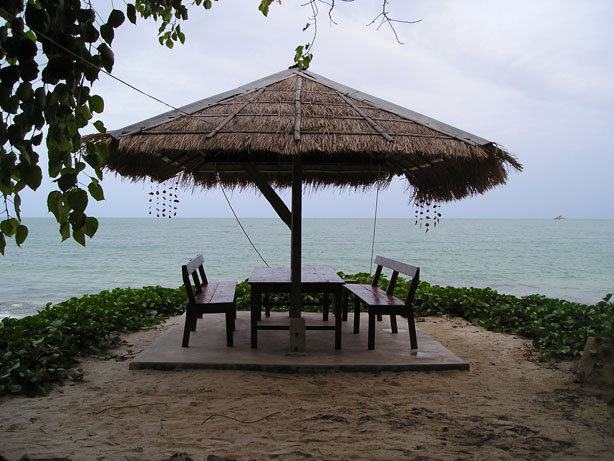
サメット島のビーチ

サメット島（サメットとう、タイ語式にコ・サメットとも。英語表記：Ko Samet, Koh Samet, またはKoh Samed, タイ語表記:เกาะเสม็ด）は、タイランド湾内にあるタイ王国領の島で、本土から6.4km沖合いに位置する。ラヨーン県に属し、同県の県章にも描かれている。1830年頃、詩人スントーン・プーがサメットの海岸を舞台にした物語『プラアパイマニー』を著し、有名になった。首都バンコクから比較的近い距離にあるため、外国人観光客だけでなく、バンコク都民などにとっても手軽な週末のリゾート地となっている。

## 交通
バンコク中心街からはバスかタクシーでサメット島との船便発着所であるバンペーに向かう。パタヤからもバンペーに向かうこともできる。BTSエカマイ駅近くにある東部行きバスターミナルから約4時間でバンペーに到着する。大人一人の片道料金は200バーツ前後で、往復割引も利用可能である。
バンペーの船着場から連絡船で行くことができる。所要時間はフェリーで約40分、フェリーより所要時間の短いスピードボートも利用可能。また島全体がタイの国立公園に指定されており、入島の際には国立公園入島料として外国人220バーツ、タイ人60バーツ（未成年割引あり、60歳以上は無料）を支払わなければならない。フェリー等はナダン埠頭に到着し、埠頭にある国立公園事務所で入島料を支払う。国立公園事務所がない埠頭（ウォンドゥアンなど）から入島した場合、ホテルで入島料を支払う。
サメット島は数多くの美しい砂浜や青い海で知られており、島内には多くのバンガローやホテル、レストランなどが存在する。島北東部に位置するサイケーオ・ビーチが船着場から最も近く、船着場で待機しているソンテウを利用すれば5分ほどで移動できる。ナダン埠頭は島の北端に位置するため、ナダン埠頭から南部のリゾート等へは徒歩距離ではないためソンテウで移動する。

## 過ごし方
サメット島には、大型スーパーや娯楽施設等は一切なく、国立公園入口前にある2件のセブンイレブンが唯一のコンビニエンスストアである。そのため、きれいな海やプールを主として一日を過ごすこととなる。
タイはLGBTに寛容で、中でもサメット島は同性愛カップルが多く訪れ、「ゲイアイランド」とも呼ばれる。